# Callionymus simplicicornis
Callionymus simplicicornis là một loài cá biển thuộc chi Callionymus trong họ Cá đàn lia. Loài này được mô tả lần đầu tiên vào năm 1837.

## Phân bố và môi trường sống
C. simplicicornis có phạm vi phân bố ở vùng biển phía tây Thái Bình Dương. Chúng được tìm thấy từ Philippines trải dài đến quần đảo Marquesas và Tuamotu, ở độ sâu khoảng từ 2 đến 40 m.

## Mô tả
Mẫu vật lớn nhất của C. simplicicornis có chiều dài cơ thể được ghi nhận là 6 cm.
Số gai ở vây lưng: 4; Số tia vây mềm ở vây lưng: 8; Số gai ở vây hậu môn: 0; Số tia vây mềm ở vây hậu môn: 7 - 8.